# 松山千春 新たなる旅立ち 21世紀の君に勇気ありがとう
松山千春 新たなる旅立ち 21世紀の君に勇気ありがとう（まつやまちはる あらたなるたびだち にじゅういっせいきのきみにゆうきありがとう）は、ニッポン放送をキーステーションにNRN33局が、2001年度にナイターオフの金曜日19:00～21:00に放送していたラジオ番組で、ヨッ!お疲れさんの金曜版の後半でもあった（ちなみに前半は「タモリのヨッ!お疲れさんフライデースペシャル」）。インターネットラジオとも同時放送した。

## パーソナリティー
- 松山千春

## ネット状況

### フルネット（19:00～21:00）
- ニッポン放送
- STVラジオ（当時は札幌テレビが運営）
- 茨城放送
- 栃木放送
- 東海ラジオ
- 南海放送
- 九州朝日放送
- ラジオ沖縄

### 飛び降りネット（19:00～20:00）
- 青森放送
- IBC岩手放送
- 東北放送
- 秋田放送
- 山形放送
- ラジオ福島
- 新潟放送
- 信越放送
- 山梨放送
- 北日本放送
- 北陸放送
- 福井放送
- 毎日放送
- 和歌山放送
- 山陰放送
- 山陽放送
- 中国放送
- 山口放送
- 西日本放送
- 高知放送
- 長崎放送
- 熊本放送
- 大分放送
- 宮崎放送
- 南日本放送

### 備考
- 飛び降りネットが多かったのは、これらの局が20:00から「e-NITE」（TBSラジオから）を放送するためであった（SBCのみ「青春の日の歌謡曲」、MBSのみ「e-NITE WEST」）。
- これらの局の他、ニッポン放送のBSデジタルラジオ『LFX488』では日曜15:00～17:00にディレイ放送（2日遅れ）されていた。

## 備考
- ニッポン放送のみならず、フルネット局からの放送もしばしばあった。